# Lemonade (Beyoncé)
Lemonade is het zesde studioalbum van de Amerikaanse zangeres Beyoncé. Het werd uitgebracht op 23 april 2016 door Parkwood Entertainment en Columbia Records, tegelijkertijd met een bijbehorende film op HBO. Het album is Beyoncé's tweede "visual album". Het is een conceptalbum waarin Beyoncé haar emotionele reis vertelt na de ontrouw van haar man in een generatieve en raciale context. Voornamelijk valt het album in het r&b-genre, maar bevat ook onderdelen van reggae, blues, rock, hiphop, soul, funk, americana, country, gospel, electronic en trap. Een aantal nummer zijn samenwerkingen met James Blake, Kendrick Lamar, The Weeknd en Jack White, en er wordt gebruik gemaakt van samples uit een aantal hiphop- en rocknummers.
Lemonade kreeg veel lovende kritieken en is Beyoncé's meest geprezen studioalbum. Het album was het topalbum van 2016 volgens muziekcritici, en werd uitgeroepen tot het beste album van het decennium in 2019 door verschillende publicaties zoals Associated Press. Het album heeft op nummer 1 gestaan in de Amerikaanse Billboard 200 en was het best verkochte album van 2016, met wereldwijd 2,5 miljoen verkochte exemplaren.
Het album werd genomineerd voor negen Grammy Awards tijdens de 59e Grammy Awards in 2017, waaronder die voor Album of the Year, Record of the Year en Song of the Year. Het won die voor Best Urban Contemporary Album en Best Music Video, maar verloor Album of the Year aan Adele's 25. De video's van het album kregen elf nominaties en wonnen er acht tijdens de MTV Video Music Awards in 2016, waaronder Breakthrough Long Form Video en Video of the Year. Het album won ook een Peabody Award in de categorie entertainment.
Beyoncé tourde in 2016 met het album door Europa en Noord-Amerika met The Formation World Tour. Hiermee stond ze op 16 juli 2016 in de Amsterdam Arena. The Formation World Tour werd door Consequence of Sound uitgeroepen tot tour van het decennium en stond in de "50 Greatest Concerts of the Last 50 Years"-lijst van Rolling Stone.

## Tracklist
| Nr. | Titel                                  | Duur |
| --- | -------------------------------------- | ---- |
| 1.  | "Pray You Catch Me"                    | 3:15 |
| 2.  | "Hold Up"                              | 3:41 |
| 3.  | "Don't Hurt Yourself" (met Jack White) | 3:53 |
| 4.  | "Sorry"                                | 3:52 |
| 5.  | "6 Inch" (met The Weeknd)              | 4:20 |
| 6.  | "Daddy Lessons"                        | 4:47 |
| 7.  | "Love Drought"                         | 3:57 |
| 8.  | "Sandcastles"                          | 3:02 |
| 9.  | "Forward" (met James Blake)            | 1:19 |
| 10. | "Freedom" (met Kendrick Lamar)         | 4:49 |
| 11. | "All Night"                            | 5:21 |
| 12. | "Formation"                            | 3:26 |